# جون ناثان كوب
جون ناثان كوب (بالإنجليزية: John Nathan Cobb)‏ هو رئيس تحرير صحيفة ومصور أمريكي، ولد في 20 فبراير 1868 في Oxford Township, New Jersey ‏ في الولايات المتحدة، وتوفي في 13 يناير 1930 في كاليفورنيا في الولايات المتحدة بسبب نوبة قلبية.